# Раман (лунный кратер)
Кратер Раман (лат. Raman) — небольшой ударный кратер в восточной части Океана Бурь на видимой стороне Луны. Название присвоено в честь индийского физика Венката Раман Чандрасекхара (1888—1970) и утверждено Международным астрономическим союзом в 1976 г. 

## Описание кратера

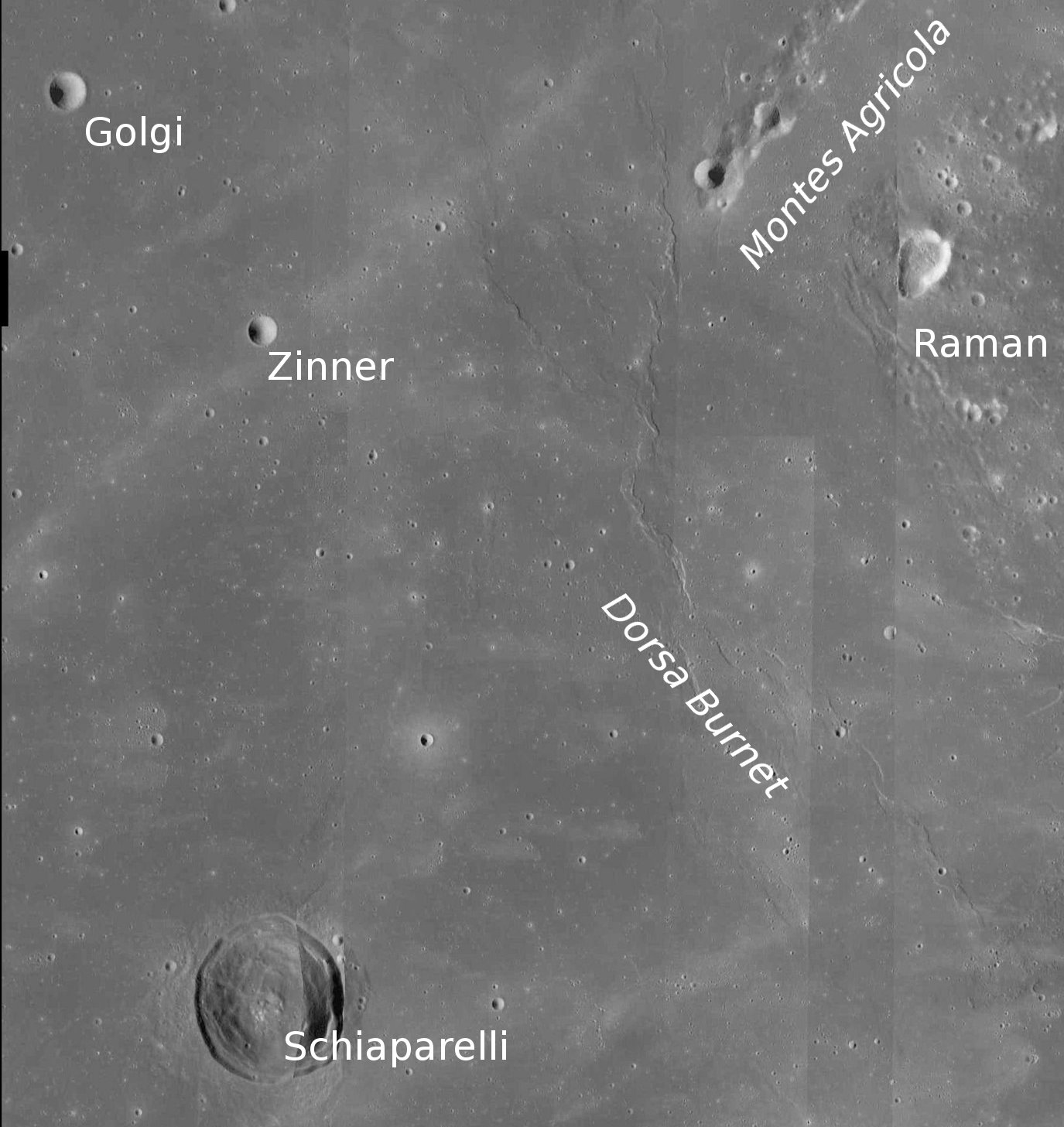
Окрестности кратера Раман. Снимок зонда Lunar Reconnaissance Orbiter.

Кратер Раман находится в северо-западной части возвышенности неофициально именуемой плато Аристарх — поднятого района диаметром около 120 км с высотой над уровнем Океана Бурь приблизительно 2000 м, изобилующего структурами вулканического происхождения, в том числе бороздами. Ближайшими соседями кратера являются кратер Циннер на западе; кратер Алоха на севере-северо-востоке; кратер Фрейд на востоке-юго-востоке и кратер Скиапарелли на юго-западе. На западе от кратера находятся гряды Барнета; на севере горы Агрикола; на северо-востоке гряда Ниггли и гряда Ниггли; на востоке-северо-востоке расположен пик Геродота; на востоке-юго-востоке долина Шрётера. Селенографические координаты центра кратера 26°58′ с. ш. 55°10′ з. д. / 26,96° с. ш. 55,16° з. д., диаметр 10,2 км, глубина 1,7 км.
Кратер Раман имеет удлиненную форму и видимо состоит из двух объединенных кратеров.  Вал несколько сглажен, но сохранил достаточно четкие очертания, в северо-восточной части вала имеется седловатое понижение местности. Внутренний склон гладкий, с высоким альбедо, что свидетельствует о небольшом возрасте кратера. Дно чаши пересеченное, без приметных структур. На юго-западе мимо кратера проходят две широкие борозды.
До получения собственного наименования в 1976 г. кратер имел обозначение Геродот D (в системе обозначений так называемых сателлитных кратеров, расположенных в окрестностях кратера, имеющего собственное наименование).

## Сателлитные кратеры
Отсутствуют.

## См.также
- Список кратеров на Луне
- Лунный кратер
- Морфологический каталог кратеров Луны
- Планетная номенклатура
- Селенография
- Минералогия Луны
- Геология Луны
- Поздняя тяжёлая бомбардировка